# Feet on the Ground
"Feet On The Ground" é uma canção do DJ e produtor holandês Nicky Romero e da cantora e compositora holandesa Anouk. Lançado em 9 de Junho de 2014 pela Protocol Recordings, o single faz parte do nono álbum de estúdio de Anouk, "Paradise and Back Again".

## Videoclipe
Para acompanhar o single, foi lançado um videoclipe em 10 de Setembro de 2014 no YouTube. O vídeo consiste em uma garota inundando seu apartamento com tinta expressando suas emoções.

## Faixas
- Feet On the Ground - Single[3][1]

1. "Feet On the Ground" (Radio Edit) - 2:57
2. "Feet On the Ground" - 4:57

- Feet On the Ground (Remixes)[4]

1. "Feet On the Ground" (Arno Cost Remix) - 5:15
2. "Feet On the Ground" (GusGus vs T-world Remix) - 6:17
3. "Feet On the Ground" (Flashmob Remix) - 7:09
4. "Feet On the Ground" (Merk & Kremont) - 4:37
5. "Feet On the Ground" (Bare Remix) - 4:25

## Paradas
| Parada (2014)                  | Posição |
| ------------------------------ | ------- |
| Países Baixos (Single Top 100) | 80      |

## Histórico de Lançamento
| Região         | Data                   | Formato          | Gravadora                              |
| -------------- | ---------------------- | ---------------- | -------------------------------------- |
| Mundo          | 09 de Junho de 2014    | Download digital | Protocol Recordings                    |
| Países Baixos  | 20 de Junho de 2014    | Download digital | Protocol Recordings / Universal Island |
| Brasil         | 20 de Setembro de 2014 | Download digital | Protocol Recordings / Universal Island |
| Estados Unidos | 07 de Dezembro de 2014 | Download digital | Protocol Recordings / Universal Island |